# Steuerfindungsrecht
Unter Steuerfindungsrecht wird in der Finanzwissenschaft die Steuerhoheit von Gebietskörperschaften verstanden, neue Steuerarten einführen zu dürfen.

## Deutschland
Eines der Grundprinzipien der Finanzverfassung besteht darin, dem Gesetzgeber von Einfachgesetzen kein Steuerfindungsrecht zuzubilligen, um so eine Überbelastung der Steuerpflichtigen durch Steuern zu verhindern (Art. 106 Abs. 3 Satz 3 Nr. 2 GG). In Art. 106 GG ist abschließend die Steuerverteilung in einem geschlossenen System des Finanzausgleichs nach Art. 107 GG vorgeschrieben.
In Art. 106 Abs. 1 und 2 GG sind ausdrücklich bestimmte klassische Steuerarten vorgegeben, so dass sich die Rechtsfrage stellt, ob der einfache Gesetzgeber darüber hinaus neuartige Steuerarten schaffen darf, ob ihm also ein Steuerfindungsrecht zusteht.

### Voraussetzungen
Neue Steuerarten sind dem Bundesverfassungsgericht (BVerfG) zufolge auf ihre Kongruenz mit den aus hergebrachter Sicht typusprägenden Merkmalen der Einzelsteuerbegriffe der Art. 105 GG und Art. 106 GG zu prüfen. Innerhalb der durch Art. 105 GG und Art. 106 GG vorgegebenen Typusbegriffe steht es dem Gesetzgeber offen, neue Steuern zu „erfinden“ und bestehende Steuergesetze zu verändern. Änderungen bestehender Steuergesetze oder die Erschließung neuer Steuerquellen sind unter dem Blickpunkt der Zuständigkeitsverteilung zumindest so lange nicht zu beanstanden, wie sie sich im Rahmen der herkömmlichen Merkmale der jeweiligen Steuern halten. Jenseits der in Art. 105 und Art. 106 GG vorgegebenen Typusbegriffe dürfen keine weiteren Steuern erhoben werden.
In Art. 106 Abs. 6 GG wird ein gewisser Spielraum zur Steuerfindung bei Aufwand- und Verbrauchsteuern zugelassen, weil diese Begriffe auslegbar sind. Das BVerfG definiert Aufwandsteuern als Steuern auf die Einkommensverwendung für den persönlichen Lebensbedarf, in der die wirtschaftliche Leistungsfähigkeit zum Ausdruck kommt. Bei der Verbrauchsteuer handelt es sich im Regelfall um eine indirekte Steuer, die beim Hersteller erhoben wird und auf eine Steuerüberwälzung auf den (End-)Verbraucher angelegt ist. Der Typusbegriff der Verbrauchsteuer erfordert zudem den Verbrauch eines Gutes des ständigen Bedarfs, ferner knüpfen Verbrauchsteuern regelmäßig an den Übergang des Verbrauchsgutes aus einem steuerlichen Nexus in den steuerlich nicht gebundenen allgemeinen Wirtschaftsverkehr an.

#### Bund
Im Dezember 2010 führte der Bund die Luftverkehrsteuer als neue Bundessteuer ein, die das BVerfG im November 2014 als verfassungsgemäß einstufte.
Die vom Bund zwischen 2011 und 2016 erhobene Kernbrennstoffsteuer war keine Verbrauchsteuer und durfte nicht erhoben werden. Im Fall der Kernbrennstoffsteuer hat das BVerfG entschieden, dass dem einfachen Gesetzgeber kein Steuerfindungsrecht zusteht.
Nach Art. 401 Richtlinie 2006/112/EG vom 28. November 2006 über das gemeinsame Mehrwertsteuersystem hindert diese EU-Richtlinie unbeschadet anderer gemeinschaftsrechtlicher Vorschriften einen EU-Mitgliedstaat nicht daran, Abgaben auf Versicherungsverträge, Spiele und Wetten, Verbrauchsteuern, Grunderwerbsteuern sowie ganz allgemein alle Steuern, Abgaben und Gebühren, die nicht den Charakter von Umsatzsteuern haben, beizubehalten oder einzuführen, sofern die Erhebung dieser Steuern, Abgaben und Gebühren im Verkehr zwischen den Mitgliedstaaten nicht mit Formalitäten beim Grenzübertritt verbunden ist.

#### Länder
Durch die von der Bundesregierung vorgeschlagene und umgesetzte Fassung des Art. 105 Abs. 2 GG wird das Steuererfindungsrecht der Länder nicht beseitigt. Der Bund kann jedoch, wenn eine von den Ländern erfundene Steuer wegen der Einheitlichkeit der Lebensverhältnisse notwendigerweise bundeseinheitlich geregelt werden muss, das konkurrierende Gesetzgebungsrecht wahrnehmen.

#### Gemeinden
Das kommunale Steuerfindungsrecht für Verbrauch- und Aufwandsteuern beruht lediglich auf einer Delegation der entsprechenden Steuergesetzgebungshoheit der Länder gemäß Art. 105 Abs. 2a GG. Die Delegation erfolgt aufgrund der Kommunalabgabengesetze der Länder.
Für verfassungswidrig erklärt wurde eine in Kassel erhobene Verbrauchsteuer auf Einwegverpackungen, weil sie gegen das damalige Kooperationsprinzip des Abfallrechts verstieß. Die Einführung einer von Essen geplanten Solariums- und Stehtischsteuer wurde 2017 durch das Innenministerium NRW untersagt. Wie diese Urteile zeigen, ist das kommunale Steuerfindungsrecht begrenzt durch die Kommunalabgabengesetze der Länder und die kommunalen Steuersatzungen, die durch die Kommunalaufsicht zu genehmigen sind. So darf z. B. im Freistaat Bayern landesrechtlich gemäß Art. 3 Abs. 3 Satz 1 Kommunalabgabengesetz Bayern keine Getränkesteuer, Jagdsteuer, Speiseeissteuer und keine Vergnügungsteuer erhoben werden.
Die von Tübingen eingeführte Steuer auf Einwegverpackungen und Einweggeschirr (Verpackungsteuer) ist nach einem Urteil des Bundesverwaltungsgerichts (BVerwG) rechtmäßig. Die klagende Systemgastronomiekette McDonald’s hatte in der Vorinstanz noch obsiegt. Das BVerwG stellte klar, dass Speisen zum Mitnehmen „typischerweise“ sehr bald gegessen würden und damit meist im Gemeindegebiet blieben. Es handele sich also um eine örtliche Steuer im Sinne des Art. 105 Abs. 2a Satz 1 GG. Die Satzung stehe zudem nicht im Widerspruch zu den Abfallregeln des Bundes. Beide verfolgten exakt dasselbe Ziel – nämlich die Abfallvermeidung.

### Wirtschaftliche Aspekte
Die Ausnutzung des Steuerfindungsrechts führt zu neuen Steuerarten (etwa Umweltsteuer), welche zu einer zusätzlichen Steuerlast der Wirtschaftssubjekte führen. Zudem beeinflussen neue Steuern den austarierten Finanzausgleich, so dass Umverteilungen die Folge sind. Andererseits würde das Festhalten an den statischen Steuerarten des Grundgesetzes die Steuerpolitik in ihrer Dynamik behindern. So können im Umweltrecht neue Steuern als Lenkungssteuern eingesetzt werden, indem externe Kosten der Nutzung von Umweltressourcen durch Steuern internalisiert werden könnten.

## Europäische Union
Zur Verwirklichung des Europäischen Binnenmarktes erlassen das Europäische Parlament und der Rat gemäß dem ordentlichen Gesetzgebungsverfahren und nach Anhörung des Wirtschafts- und Sozialausschusses die Maßnahmen zur Angleichung der Rechts- und Verwaltungsvorschriften der Mitgliedstaaten, welche die Errichtung und das Funktionieren des Binnenmarkts zum Gegenstand haben (Art. 114 Abs. 1 AEUV). Dies gilt jedoch nicht für die Bestimmungen über die Steuern  (Art. 114 Abs. 2 AEUV). Nach dem Prinzip der begrenzten Einzelermächtigung liegt die Regelungsbefugnis insoweit bei den Mitgliedstaaten.
Die aufgrund Art. 115 AEUV erlassene Richtlinie (EU) 2022/2523 des Rates vom 14. Dezember 2022 zur Gewährleistung einer globalen Mindestbesteuerung für multinationale Unternehmensgruppen und große inländische Gruppen in der Union (Digitalsteuer) musste denn auch durch die Mitgliedstaaten in nationales Recht umgesetzt werden.
Mit dem Eigenmittelbeschluss (Art. 311 AEUV) vom 14. Dezember 2020 wurde die Europäische Kommission ermächtigt, im Namen der EU bis zu 750 Mrd. Euro auf den Kapitalmärkten aufzunehmen und zur wirtschaftlichen Erholung von den Folgen der COVID-19-Pandemie einen Wiederaufbaufonds zu finanzieren. Im rechtswissenschaftlichen Schrifttum wird diskutiert, ob mit einem Eigenmittelbeschluss auch neue EU-Steuern eingeführt werden können. Allerdings ist im Primärrecht lediglich die Besteuerung der Bediensteten der EU verankert. Einem möglichen EU-Steuerfindungsrecht sind jedenfalls durch die Verfassungen der Mitgliedsstaaten (Budgethoheit, demokratische Legitimation) Grenzen gesetzt.
Auch eine Finanztransaktionssteuer wäre keine genuine EU-Steuer. Sie könnte aber auf einer gem. Art. 113 AEUV erlassenen Richtlinie beruhen, mit der die nationalen Rechtsvorschriften über die Besteuerung von Finanztransaktionen so weit harmonisiert werden, wie dies für das ordnungsgemäße Funktionieren des Binnenmarktes für Transaktionen mit Finanzinstrumenten und die Vermeidung von Wettbewerbsverzerrungen erforderlich ist. Erwogen wird auch die Einführung im Rahmen der Verstärkten Zusammenarbeit.